# Somewhere in Time (soundtrack)
Somewhere in Time is de originele soundtrack, gecomponeerd en gedirigeerd door John Barry voor de film Somewhere in Time uit 1980 van Jeannot Szwarc. Het album werd uitgebracht in 1980 door MCA Records.

## Achtergrond
De muziek werd opgenomen door geluidstechnicus Dan Wallin en gemasterd door door Steve Hall. De mastering vond plaats in de MCA Whitney Recording Studios. Daarnaast bevat het album de 18e variatie van Sergej Rachmaninovs Rhapsody on a Theme of Paganini uitgevoerd door pianist Chet Swiatkowski.
In 1998 bracht Varèse Sarabande een heropname uit, een 41 minuten durende soundtrackalbum met 19 nummers, uitgevoerd door The Royal Scottish National Orchestra onder leiding van John Debney.
In 2021 bracht La-La Land Records een uitgebreide editie uit, een 75 minuten durende soundtrackalbum met 33 nummers, gedirigeerd door Barry. Het album werd uitgebracht in een gelimiteerde oplage van 5.000 exemplaren en bevat de partituur, gevolgd door bronmuziek en alternatieve nummers.

## Tracklijst
Alle muziek en teksten zijn geschreven door John Barry, tenzij anders vermeld. 
| 1.                 | Somewhere in Time                                                                                   | 2:58 |
| 2.                 | The Old Woman                                                                                       | 2:49 |
| 3.                 | The Journey Back in Time                                                                            | 4:22 |
| 4.                 | A Day Together                                                                                      | 6:02 |
| 5.                 | Rhapsody on a Theme of Paganini – Piano Solo: Chet Swiatkowsky (geschreven door Sergej Rachmaninov) | 2:57 |
| 6.                 | Is He the One                                                                                       | 3:10 |
| 7.                 | The Man of My Dreams                                                                                | 1:35 |
| 8.                 | Return to the Present                                                                               | 4:04 |
| 9.                 | Theme From "Somewhere In Time" – Performer (Piano) by Roger Williams                                | 3:20 |
| Totale duur: 31:17 | |      |

## Prijzen en nominaties
| Jaar | Prijs        | Categorie        | Genomineerde(n) | Uitslag     |
| ---- | ------------ | ---------------- | --------------- | ----------- |
| 1981 | Golden Globe | Beste filmmuziek | John Barry      | Genomineerd |